# Richmond (Texas)
Pour les articles homonymes, voir Richmond.
La ville de Richmond est le siège du comté de Fort Bend, dans l’État du Texas, aux États-Unis. Sa population s’élevait à 11 679 habitants lors du recensement de 2010, estimée à 12 092 habitants en 2016.

## Source
- (en) Cet article est partiellement ou en totalité issu de l’article de Wikipédia en anglais intitulé « Richmond, Texas » (voir la liste des auteurs).